# TT79
TT79 (Theban Tomb 79) è la sigla che identifica una delle Tombe dei Nobili ubicate nell’area della cosiddetta Necropoli Tebana, sulla sponda occidentale del Nilo dinanzi alla città di Luxor, in Egitto. Destinata a sepolture di nobili e funzionari connessi alle case regnanti, specie del Nuovo Regno, l'area venne sfruttata, come necropoli, fin dall'Antico Regno e, successivamente, sino al periodo Saitico (con la XXVI dinastia) e Tolemaico.

## Titolare
TT79 era la tomba di:
| Titolare         | Titolo                                                                                          | Necropoli           | Dinastia/Periodo                                 | Note                                                                               |
| ---------------- | ----------------------------------------------------------------------------------------------- | ------------------- | ------------------------------------------------ | ---------------------------------------------------------------------------------- |
| Menkheperraseneb | Supervisore ai granai del Signore delle Due Terre; Prete "wab" presso il tempio di Thutmosi III | Sheikh Abd el-Qurna | XVIII dinastia (Thutmosi III - Amenhotep II -?-) | in alto sul versante est della collina, a sud delle TT80 e TT81; a nord della TT88 |

## Biografia
Unici dati biografici rilevabili, il nome del padre, Minnakht, titolare della tomba TT87, Supervisore ai granai dell'Alto e Basso Egitto, e quello di un figlio, Nebenmaat, Scriba del tempio funerario del faraone Thutmosi III.

## La tomba
La tomba non è ultimata; un breve corridoio dà accesso a una sala trasversale secondo la planimetria tipica delle tombe del periodo; da questa si diparte una seconda sala perpendicolare alla prima non ultimata. Sulle pareti alcuni dipinti, molto rovinati, rappresentano scene di ispezione e di offerte alla festa di Amon, con un uomo che guida un toro e un altro che indirizza alcune oche. Scene del defunto e della famiglia a pesca e a caccia di uccelli; in scena poco discosta le operazioni di pulizia del pescato e offerte alla dea Thermutis. Una stele reca testi autobiografici del defunto e, poco discosto, il defunto, con la moglie e il figlio Nebenmaat in offertorio e, poco discosto, scena di banchetto cui partecipano anche musiciste (flauto doppio, arpa e lira) e un arpista che accompagnano la danza di una fanciulla. Un'ultima scena rappresenta un negozio di macelleria e uomini che preparano cibi, cucinano e colmano giare di vino.

### Annotazioni
1. ↑  La prima numerazione delle tombe, dalla numero 1 alla 253, risale al 1913 con l’edizione del "Topographical Catalogue of the Private Tombs of Thebes" di Alan Gardiner e Arthur Weigall. Le tombe erano numerate in ordine di scoperta e non geografico; ugualmente in ordine cronologico di scoperta sono le tombe dalla 253 in poi.
2. ↑  I campi della Duat, ovvero l'aldilà egizio, si trovavano, secondo le credenze, proprio sulla riva occidentale del grande fiume.
3. ↑  Nella sua epoca di utilizzo, l'area era nota come "Quella di fronte al suo Signore" (con riferimento alla riva orientale, dove si trovavano le strutture dei Palazzi di residenza dei re e i templi dei principali dei) o, più semplicemente, "Occidente di Tebe".
4. ↑  le Tombe dei Nobili, benché raggruppate in un'unica area, sono di fatto distribuite su più necropoli distinte.
5. ↑  Le note, sovente di inquadramento topografico della tomba, sono tratte dal "Topographical Catalogue" di Gardiner e Weigall, ed. 1913 e fanno perciò riferimento alla situazione dell'epoca.
6. ↑  I preti "wab", ma anche "uab", o "uebu", appartenevano al basso clero ed erano incaricati della manutenzione degli strumenti del culto e degli oggetti comunque ad esso connessi. A loro competeva il lavacro e l'abbigliamento giornaliero della statua del dio presso cui operavano e a loro competeva il trasporto della statua del dio (generalmente su una barca sacra) durante le cerimonie. Erano gerarchicamente sottoposti ad un "grande prete wab" cui competevano le operazioni giornaliere di culto della divinità.

### Fonti
1. ↑  Gardiner e Weigall 1913.
2. ↑  Donadoni 1999,  p. 115.
3. 1 2  Porter e Moss 1927,  p. 156.
4. ↑  Gardiner e Weigall 1913, pp. 22-23.
5. ↑  Porter e Moss 1927,  pp. 156-157.